# Aesopia cornuta
Aesopia cornuta és un peix teleosti de la família dels soleids i de l'ordre dels pleuronectiformes.

## Hàbitat
Viu als fons sorrencs i fangosos de les aigües costaneres fins als 100 m de fondària.

## Distribució geogràfica
Es troba a les costes del Mar Roig, Moçambic, Sud-àfrica, Índia i Japó.